# Димитриос Константопулос
Димѝтриос Константо̀пулос (на гръцки: Δημήτρης Κωνσταντόπουλος) е гръцки футболист, играещ за Ковънтри Сити.